# 狸小路停留場
狸小路停留場（たぬきこうじていりゅうじょう）は、北海道札幌市中央区にある札幌市交通事業振興公社（札幌市電）都心線の停留場である。停留場番号はSC24。

## 概要
2015年の札幌市電ループ化開業に伴い、都心線の停留場として開業。
同地付近にはかつて札幌市電停公線「狸小路」停留場が1921年（大正10年）ごろから1936年（昭和11年）ごろまで設置されていた。
2017年にグッドデザイン賞を受賞した。

## 歴史
- 2015年（平成27年）12月20日 - 開業[4]。

## 停留場構造
2面2線で、道路の中央に位置し安全地帯が設置される札幌市電の他の停留場と異なり、車道の左右を走り歩道からそのまま乗車可能な構造（サイドリザベーション方式）となっている。

## 停留場周辺
- 狸小路商店街 - 当停留場は商店街のうち狸小路3丁目と4丁目の間に設けられている[10]。
- 札幌市営地下鉄南北線・東西線・東豊線大通駅（乗継指定駅）
- 札幌市営地下鉄南北線すすきの駅（乗継指定駅）
- 札幌市営地下鉄東豊線豊水すすきの駅（乗継指定駅）

## 隣の停留場
札幌市交通事業振興公社（札幌市電）
都心線
すすきの停留場 (SC23) - 狸小路停留場 (SC24) - 西4丁目停留場 (SC01)